# Plagiodontia araeum
Plagiodontia araeum é uma espécie de roedor da família Capromyidae. Era endêmica da ilha de Hispaniola, sendo seus restos subfósseis encontrados na Província de San Rafael, na República Dominicana, e no Haiti.